# Erich Eder de Lastra

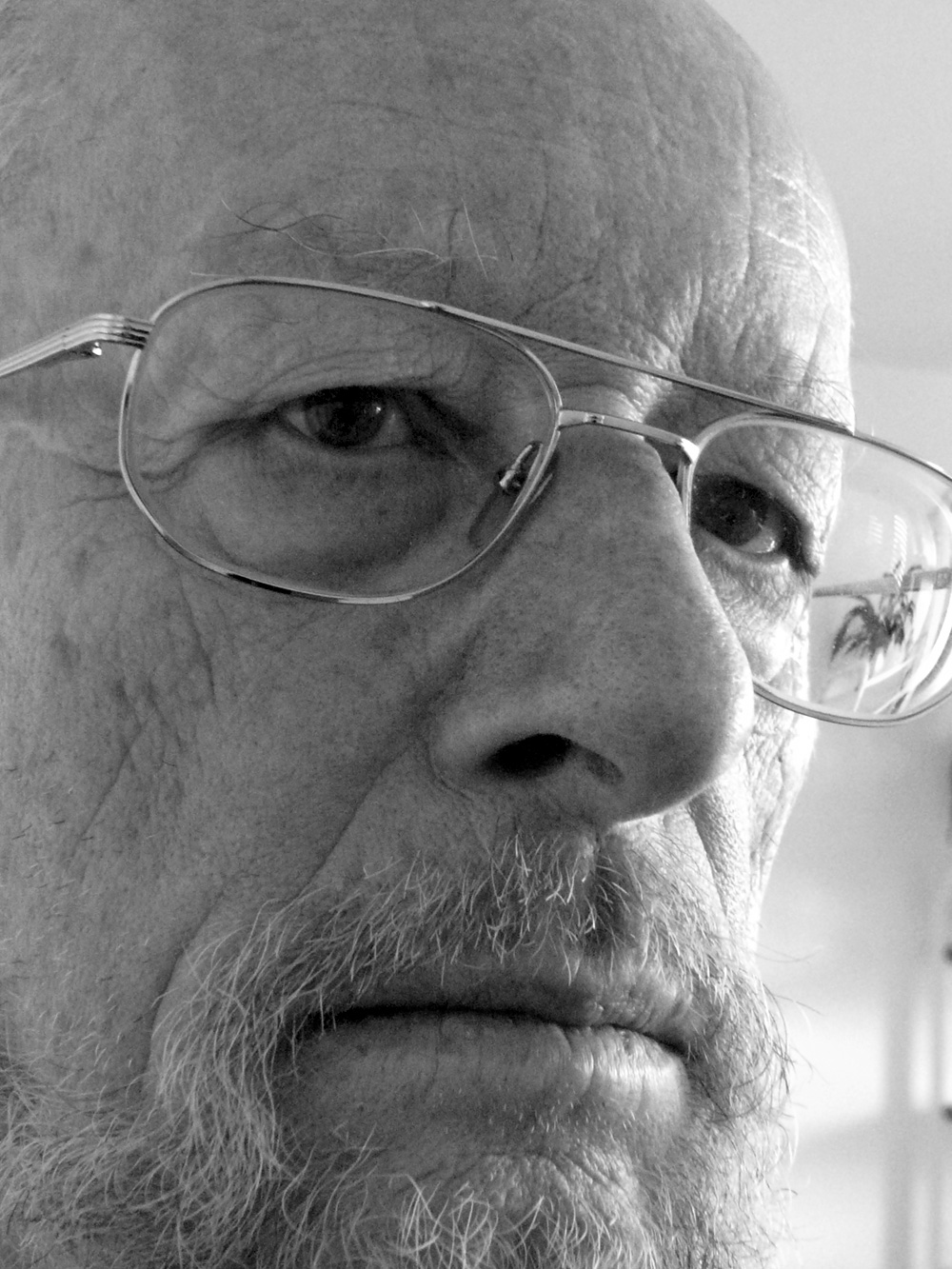
Erich Eder de Lastra

Erich Eder de Lastra (* 19. Dezember 1933 in Linz unter dem Namen Erich Maria Eder) ist ein österreichischer Komponist.

## Leben
Nach Besuch des Bundesrealgymnasium Linz Fadingerstraße studierte Eder de Lastra an der Musikhochschule Wien Komposition (bei Othmar Steinbauer), Dirigieren (bei Hans Swarowsky), Klavier und Gesang (bei Ferdinand Grossmann) sowie an der Universität Wien Musik und Deutsch für das Lehramt an höheren Schulen. Um Verwechslungen mit dem (mit ihm nicht verwandten) älteren Komponisten Helmut Eder zu vermeiden, nahm er den Namen seiner ersten Frau (Maria del Carmen de la Lastra y Larrosa) als Künstlername an.
Das Werk von Eder de Lastra ist neben vier Symphonien (1976, 1977, 1980, 1990) hauptsächlich der Kammermusik und dem Klavier, das Eder virtuos beherrscht, gewidmet. Die enge Freundschaft mit dem austro-amerikanischen Klarinettenvirtuosen Roger Salander war die Ursache zahlreicher diesem gewidmeter Klarinettenwerke.
Ausgehend von strenger Zwölftontechnik wurde Eders Kompositionstechnik in späteren Jahren freier und fast tonal. Eines seiner Ziele  war es, die Trennung von "E-" und "U-"Musik aufzuheben und auch mit so genannter "ernster" Musik auf gehobenem Niveau zu unterhalten.
Erich Eder de Lastra lebt seit seiner Pensionierung zurückgezogen in seinem Haus in Mondsee und in Wien.

## Preise
Theodor-Körner-Preis (1970 und 1977), Förderungspreis des Landes OÖ (1969)